# Cephalorrhynchus saxatilis
Cephalorrhynchus saxatilis là một loài thực vật có hoa trong họ Cúc. Loài này được (Edgew.) C.Shih mô tả khoa học đầu tiên năm 1991.